# Efebo di Crizio
La statua frequentemente denominata Efebo di Crizio è un'opera in marmo alta 86 cm, realizzata e dedicata sull'acropoli di Atene intorno agli anni ottanta o settanta del V secolo a.C.; non è possibile allo stato delle conoscenze datare con sicurezza l'opera anteriormente o posteriormente al sacco perpetrato dai Persiani ai danni della cittadella nel 480-479 a.C. L'opera, fin dal suo rinvenimento, è stata accostata, su base stilistica, alla bottega di Crizio e Nesiote, e la sua importanza consiste nell'essere la più antica testimonianza (la sua posa non è attestata prima del 480 a.C.) del passaggio stilistico che determinò l'abbandono, nella scultura greca, degli stilemi arcaici in favore di una struttura maggiormente organica della figura umana, convenzionalmente indicato nel passaggio dal tardo arcaico allo stile severo, e che sarebbe giunto, nell'arco di qualche decennio, agli esiti canonici policletei.
L'Efebo di Crizio è conservato al Museo dell'acropoli di Atene con il numero di inventario 698.

## Storia
Il torso e la testa furono trovati in siti differenti e in periodi differenti; nessuna delle due parti è collegabile con un deposito risalente alla colmata persiana, intesa come sepoltura immediata dei resti della distruzione operata dai persiani. È probabile che le due parti della statua non siano state sepolte fino al terzo quarto del V secolo a.C. all'epoca della ricostruzione della cittadella ad opera di Pericle, o più precisamente, fino ai lavori iniziati da Cimone nel 466 a.C., in un'area dell'acropoli, quella sud orientale in cui i ritrovamenti mostrano varietà cronologiche molto ampie, tardo arcaiche, protoclassiche e classiche.
Il torso fu rinvenuto in quest'area nella seconda metà del XIX secolo, in occasione degli scavi effettuati per la costruzione del museo destinato ad accogliere le opere rinvenute; fu in questa occasione che si rinvennero le fondamenta di un edificio, conosciuto come Edificio IV, che inglobava all'interno delle proprie mura alcune statue reimpiegate come materiale di riempimento. Gli scavi iniziarono nel 1863, si interruppero per un breve periodo dopo il ritrovamento dell'edificio e ripresero poco dopo, nel 1865-1866. La prima pubblicazione relativa a questa seconda fase degli scavi che menziona tra i ritrovamenti l'Efebo di Crizio è il Bullettino dell'Instituto di corrispondenza archeologica.
La testa Acropolis 699, in marmo pario e databile alla metà del V secolo a.C., rinvenuta contestualmente al torso, fu ritenuta inizialmente ad esso pertinente e la ricostruzione fu effettuata da Adolf Furtwängler tra il 1878 e il 1880. La testa che attualmente completa il torso dell'efebo fu rinvenuta nel 1888 durante i lavori e gli scavi condotti da Kavvadias e Kawerau, tra il museo e le mura meridionali dell'acropoli; riconosciuta subito come pertinente al torso 698, la testa fu sostituita alla precedente.

### Restauri
Humfry Payne fu il primo ad evidenziare le scheggiature presenti sulle parti combacianti del torso e della testa, che egli ritenne praticate in epoca antica, in occasione di una sostituzione. La statua subì un primo restauro negli anni cinquanta del XX secolo, o nei primi anni sessanta quando, sostituendo il tassello in ferro che teneva unite le due parti con un più sicuro tassello in bronzo, fu aggiunto un cuscinetto di stucco tra le due parti che portò ad un allungamento del collo di circa 1 centimetro e ad una posizione arbitraria della testa rispetto al corpo. Nel 1987 una seconda operazione di restauro portò alla luce le arbitrarietà della prima e permise di comprendere come le due superfici in realtà si adattassero in alcuni punti, soprattutto sulla parte frontale e sulla destra del collo, portando a riconoscerle come originariamente pertinenti, pertinenza confermata anche dall'osservazione della muscolatura che prosegue senza interruzione di continuità attraverso la frattura. Grandi scheggiature sono presenti sulla parte frontale del collo e sulla parte posteriore; il tipo di danneggiamento risulta incompatibile con una riparazione sistematica di epoca antica e le scheggiature ovali, osservabili sul davanti e sul retro del collo, sembrano coerenti con una decapitazione intenzionale.

## Descrizione
La statua è priva degli avambracci, del piede e della caviglia sinistra, della gamba destra e degli occhi. Risultano danneggiati il naso, il mento, le guance e il collo. Il torso presenta segni di usura dovuta ad esposizione soprattutto nella parte posteriore. La gamba destra è avanzata e rilassata, il peso del corpo è caricato sulla gamba sinistra e sempre verso sinistra si inclinano le anche. La testa è girata verso destra e leggermente inclinata verso il basso. Tutto il corpo, come rivela l'osservazione del profilo sinistro, è impercettibilmente inclinato in avanti. Il ginocchio destro è leggermente inclinato verso l'interno e si può intuire come il piede corrispondente fosse a sua volta posizionato obliquamente e poco avanzato rispetto al sinistro. Entrambi i piedi avevano con ogni probabilità la pianta interamente appoggiata alla base, essendo il tallone rialzato nelle figure stanti innovazione testimoniata a partire dall'epoca policletea intorno al 450-440 a.C. La capigliatura dell'efebo, con i capelli corti e acconciati attorno ad un anello, presumibilmente metallico, appoggiato all'altezza delle tempie, non è comune prima del 480 a.C. e allontana la statua dalla precedente identificazione con un atleta (Dickins), avvicinandola alla rappresentazione di un dio o di un eroe (Hurwitt suggerisce la figura di Teseo).

## Stile
Il ginocchio piegato, la torsione del torso e della testa sono caratteristiche che, singolarmente, è possibile rilevare in alcune opere tardo arcaiche, ma nell'insieme la posa dell'efebo, con la sua avanzata comprensione dell'organica correlazione tra le parti del corpo, non è rintracciabile in nessuna delle precedenti opere conosciute. Malgrado l'evidente allontanamento dell'efebo dall'impostazione del kouros arcaico, allo stato delle conoscenze resta impossibile chiarire se ciò che avviene nell'Efebo di Crizio derivi da un prototipo preesistente, o se l'opera sia la prima manifestazione di ciò che verrà reso sistematico attraverso il canone policleteo.
Le caratteristiche dell'Efebo di Crizio sono generalmente considerate attribuibili ad artisti abituati a lavorare con il bronzo: le dimensioni, comuni nei bronzi protoclassici, la superficie lucida e la resa fluida della muscolatura, assimilabili alla resa delle opere bronzee, gli occhi in pietra colorata o pasta vitrea, infine, il trattamento della capigliatura, che sembra derivare dall'arte della toreutica piuttosto che dalla scultura in marmo. Fu Furtwängler nell'articolo del 1880 in cui stabiliva la pertinenza della testa 699 al torso dell'efebo ad avvicinare la figura di quest'ultimo a quella dell'Armodio nella copia del gruppo dei Tirannicidi conservata a Napoli e tale attribuzione continuò ad essere l'unica, accettata o rifiutata, tramandata in letteratura. A seguito della sostituzione della testa, pur restando evidente l'impossibilità di attribuire in modo fondato l'opera alla mano di un artista individuabile, la quantità e qualità delle similitudini tra la nuova testa dell'efebo e la copia della testa di Armodio conservata a New York appaiono tali da allontanare la possibilità di una somiglianza stilistica più generale, dovuta a tendenze legate agli anni di esecuzione dell'opera, e da mantenere plausibile la possibilità di considerare l'Efebo di Crizio come l'opera di un autore educato nella bottega di Crizio e Nesiote, o influenzato dalla loro opera.